# 麻倉桃
麻倉桃（日语：／ Asakura Momo，1994年6月25日—）是一名日本女性聲優、旁白，福岡縣出生，隷屬於Music Ray'n，血型O型。

## 簡介
福岡女学院中学校・高等学校出身，在学中於社團朗讀之際被周圍的人勸說去當声優，開始對声優這個職業抱有興趣。於2011年Music Ray'n主辦的「第2回ミュージックレイン スーパー声優オーディション」中合格，開始進行声優活動。
2015年，与同为Music Ray'n所属的雨宫天、夏川椎菜一起组成了声优组合「TrySail」进行活动。
2016年11月2日，以單曲個人歌手出道。
害怕恐怖片，在夏川椎菜的陪伴下觀賞《魔法少女小圓》。
2021年10月1日，開設官方Twitter帳號 麻倉もも Artist Official （页面存档备份，存于）。

## 演出作品
※粗體字為主要角色。

### 電視動畫
2012年
- 鄰座的怪同學（由美）

2013年
- 偶像學園（璃音）
- 黑色嘉年華（少女）
- 科學超電磁砲S（みのり）
- Walkure Romanze 少女騎士物語（女學生C）

2014年
- 魔女的使命（飾鈴）
- 櫻Trick（乙川澄、女學生）
- 流浪神差（學生B）
- HAMATORA ─超能偵探社─（女學生）
- 精靈使的劍舞（薇特）
- 刀劍神域Ⅱ（女學生）

2015年
- 電波教師（綾香）
- GATE 奇幻自衛隊 在彼方的土地，如斯的戰鬥（奧蕾雅）
- Charlotte（乙坂步未）
- 魔物娘的同居日常（瑪娜可[6]）
- 緋彈的亞莉亞AA（愛澤湯湯[7]、女子）

2016年
- 黑骸（白羽小春[8]）
- 高校艦隊（伊良子美甘[9]）
- WWW.WORKING!!（柳葉美里[10]）

2017年
- 噗利噗利奇（日语：プリプリちぃちゃん!!）（佐伯夕花）
- 人馬小姐不迷茫（真希）

2018年
- 我讓最想被擁抱的男人給威脅了（美紀[11]）

2019年
- 輝夜姬想讓人告白～天才們的戀愛頭腦戰～（柏木渚[12]）
- Endro～！（蘿娜公主〈蘿娜·普莉希帕·歐·拉帕涅斯塔〉[13]）
- 騷亂時節的少女們。（須藤百百子[14]）
- 七大罪 眾神的逆鱗（娜賈·里歐涅絲）

2020年
- 魔法紀錄 魔法少女小圓外傳（環彩羽[15]）
- 理科生墜入情網，故嘗試證明。（理科熊[16]）
- 輝夜姬想讓人告白？～天才們的戀愛頭腦戰～（柏木渚）
- 女武神的餐桌（女媧）
- 戰翼的希格德莉法（ニーナ・コルマコフ）

2021年
- 堀與宮村（澤田步乃果）
- IDOLY PRIDE（鈴村優[17]）
- 七大罪 憤怒的審判（娜賈）
- 佐賀偶像是傳奇 捲土重來（男孩子A）
- 魔法紀錄 魔法少女小圓外傳 2nd SEASON -覺醒前夜-（環彩羽）

2022年
- 明日同學的水手服（平岩螢）
- 理科生墜入情網，故嘗試證明。r=1-sinθ（理科熊）
- 魔法紀錄 魔法少女小圓外傳 Final SEASON -淺夢的黎明-（環彩羽[18]）
- 作為女主角！～被討厭的女主角與秘密的工作～（瀨戶口雛[19]）
- 輝夜姬想讓人告白-超級浪漫-（柏木渚）
- 明日方舟 黎明前奏（Medic[20]）

2023年
- Buddy Daddies 殺手奶爸（陽葵）
- 輝夜姬想讓人告白-永不結束的初吻-（柏木渚）
- 堀與宮村 -piece-（澤田步乃果[21]）
- 殭屍100～在成為殭屍前要做的100件事～（茉季）
- 我們的雨色協議（時野谷美櫻[22]）
- 偶像大師 百萬人演唱會！（箱崎星梨花）

2024年
- 魔王陛下RETRY！R（亞可[23]）

2025年
- 黑化吧！聖女大人（亞莉安[24]）

### 動畫電影
2014年
- 偶像大師 劇場版 前往光輝的另一端！（箱崎星梨花[25]）

2015年
- LoveLive! 學園偶像電影（校園偶像）

2016年
- 從好久以前就喜歡你。～告白實行委員會～（瀨戶口雛）
- 喜歡上你的那瞬間。～告白實行委員會～（瀨戶口雛）

2020年
- 劇場版 高校艦隊（伊良子美甘[26]）
- 巨蟲列島（三浦真美[27]）

2021年
- 劇場版 我讓最想被擁抱的男人給威脅了。 ～西班牙篇～（ミキちゃん）

2022年
- 輝夜姬想讓人告白-永不結束的初吻-（柏木渚）

### OVA
2017年
- 高校艦隊（伊良子美甘）
- 亞人醬有話要說（長谷川硝子）

2019年
- 巨蟲列島（三浦真美[28]）

### 網路動畫
- 物語系列 第外季&第怪季（2023年，食飼命日子）

### 遊戲
2013年
- 偶像大師 百萬人演唱會！（箱崎星梨花[29]）

2014年
- 偶像大師：全力以赴（箱崎星梨花）※DLC追加角色[30]
- Wake Up, Girls! 舞台天使（金城桃花）
- 自由戰爭（アン・“チャーム”・ヴィトー[31]）
- 巫女之社（五瀨優樹菜[32]）

2015年
- 學園號角曲（絃正院琴音）
- 女友伴身邊（花房優輝）
- 問答RPG 魔法使與黑貓維茲（艾德華‧布里涅）

2017年
- 偶像大師 百萬人演唱會！劇場時光（箱崎星梨花）
- 魔法紀錄 魔法少女小圓外傳（環彩羽）

2018年
- 閃耀幻想曲（乙川澄）

2019年
- 高校艦隊 艦隊戰鬥大危機！（伊良子美甘）

2020年
- 东方大炮弹（小恶魔）
- HoneyWorks Premium Live（瀨戶口雛）

2021年
- 闇影詩章Shadowverse （宿命的狐火‧雪華）
- 偶像大師 POP LINKS（箱崎星梨花）
- IDOLY PRIDE （鈴村優）

### 吹替
2025年
- 白色闪电（李新桐[33]）

### 電影
- 徒櫻（理惠）

### 藍光
- THE IDOLM@STER 8th ANNIVERSARY HOP!STEP!!FESTIV@L!!!
- U・N・M・E・I ライブ 初回限定盤特典BD

### 廣播
- THE IDOLM@STER MillionRADIO（2013年4月26日－，NICONICO生放送）
- TrySail的TRYangle harmony（2014年1月7日－，超!A&G+）
- MOMO、SORA、SHIINA Talking Box（2018年－，文化放送）

### 其他
- 彈珠機魔女的使命（2016年，飾鈴）[34]
- 偶像大師 百萬人演唱會！劇場時光「箱崎星梨花篇」、「望月杏奈篇」（2018年，電視廣告、實際演出）[35]
- 魔法紀錄 魔法少女小圓外傳（2018年－2019年，電視廣告、實際演出）[36]
- 彈珠機SLOT高校艦隊（2018年，伊良子美甘）

## 音樂作品
TrySail的活動請參考「TrySail」

### 單曲
| 枚   | 發售日         | 標題                  | 規格編號     | 規格編號 | 規格編號     | 最高位 | 首周銷量 | 累計銷量 |
| 枚   | 發售日         | 標題                  | 初回限定盤   | 通常盤   | 期間限定盤   | 最高位 | 首周銷量 | 累計銷量 |
| ---- | -------------- | --------------------- | ------------ | -------- | ------------ | ------ | -------- | -------- |
| 1st  | 2016年11月2日  | 明日は君と。          | SMCL-454/5   | SMCL-456 | SMCL-457     | 8位    | 13,390張 | 16,093張 |
| 2nd  | 2017年6月7日   |                       | SMCL-483/4   | SMCL-485 | SMCL-486     | 11位   | 10,390張 | 11,705張 |
| 3rd  | 2017年11月1日  |                       | SMCL-515/6   | SMCL-517 | SMCL-518     | 7位    | 10,634張 | 11,510張 |
| 4th  | 2018年8月22日  |                       | SMCL-552/3   | SMCL-554 | 不適用       | 11位   | 14,947張 | 16,061張 |
| 5th  | 2019年2月13日  | 365×LOVE              | SMCL-591/2   | SMCL-593 | 不適用       | 14位   | 9,816張  | 11,353張 |
| 6th  | 2019年5月22日  |                       | SMCL-600/601 | SMCL-602 | SMCL-603     | 6位    | 9,308張  | 10,002張 |
| 7th  | 2019年9月4日   |                       | SMCL-614/5   | SMCL-616 | SMCL-617/8   | 15位   | 10,733張 | 11,856張 |
| 8th  | 2020年11月11日 |                       | SMCL-676/7   | SMCL-678 | 不適用       | 8位    | 7,187張  |          |
| 9th  | 2021年8月18日  |                       | SMCL-720/721 | SMCL-722 | SMCL-723/724 | 9位    | 7,803張  | 8,577張  |
| 10th | 2022年3月2日   |                       | SMCL-753/4   | SMCL-755 | 不適用       | 10位   | 6,138張  |          |
| 11th | 2023年8月16日  |                       | SMCL-826/7   | SMCL-828 | 不適用       | 17位   |          |          |
| 12th | 2024年2月14日  | Sweet Essence         | SMCL-860/1   | SMCL-862 | 不適用       | 12位   |          |          |
| 13th | 2024年5月15日  | LIBRA                 | SMCL-890/1   | SMCL-892 | 不適用       | 15位   |          |          |
| 14th | 2025年2月26日  | フラガリア×アナナッサ | SMCL-948/9   | SMCL-950 |              |        |          |          |

### 專輯
| 枚  | 發售日        | 標題       | 規格編號                                 | 規格編號           | 規格編號           | 最高位 | 首周銷量 | 累計銷量 |
| 枚  | 發售日        | 標題       | 初回盤 CD+BD                             | 初回盤 CD+DVD      | 通常盤             | 最高位 | 首周銷量 | 累計銷量 |
| --- | ------------- | ---------- | ---------------------------------------- | ------------------ | ------------------ | ------ | -------- | -------- |
| 1st | 2018年10月3日 | Peachy!    | SMCL-563/4                               | SMCL-561/2         | SMCL-565           | 6位    | 13,393張 | 14,766張 |
| 2nd | 2020年4月8日  | Agapanthus | SMCL-650/1                               | SMCL-653/4         | SMCL-655           | 5位    | 8,688張  |          |
| 3rd | 2022年7月27日 | Apiacere   | SMCL-774/5 (Type A) SMCL-776/7/8(Type B) | 不適用             | SMCL-779           | 10位   | 8,139張  |          |
| 3rd | 2022年11月3日 | Apiacere   | SMJL-103(黑膠唱片)                       | SMJL-103(黑膠唱片) | SMJL-103(黑膠唱片) | 10位   | 8,139張  |          |

### 商業搭配歌曲
| 歌曲 | 商業搭配                                               | 年份   |
| ---- | ------------------------------------------------------ | ------ |
|      | 動畫電影《喜歡上你的那瞬間。～告白實行委員會～》插入曲 | 2016年 |
|      | 電視動畫《噗利噗利奇》片頭曲                           | 2017年 |
|      | 電視動畫《噗利噗利奇》片頭曲                           | 2017年 |
|      | 電視動畫《龍族拼圖》片尾曲                             | 2019年 |
|      | 電視動畫《騷亂時節的少女們。》片尾曲                   | 2019年 |
|      | 電視動畫《女朋友 and 女朋友》片尾曲                    | 2021年 |

### 角色歌
| 發售日   | 標題 | 名義 | 樂曲 | 備註                                                   |
| 2013年   | 2013年 | 2013年 | 2013年 | 2013年                                                 |
| -------- | --- | --- | --- | ------------------------------------------------------ |
| 4月24日  | THE IDOLM@STER LIVE THE@TER PERFORMANCE 01 Thank You!                                                      | 765 MILLIONSTARS | 「Thank You!」 | 遊戲《偶像大師 百萬人演唱會！》主題曲                  |
| 4月24日  | THE IDOLM@STER LIVE THE@TER PERFORMANCE 01 Thank You!                                                      | 765THEATER ALLSTARS | 「Thank You! （765THEATER ver.）」 | 遊戲《偶像大師 百萬人演唱會！》主題曲                  |
| 5月29日  | THE IDOLM@STER LIVE THE@TER PERFORMANCE 02                                                                 | 箱崎星梨花（麻倉桃） | 「トキメキの音符になって」 | 遊戲《偶像大師 百萬人演唱會！》角色歌                  |
| 5月29日  | THE IDOLM@STER LIVE THE@TER PERFORMANCE 02                                                                 | 天海春香（中村繪里子）、天空橋朋花（小岩井小鳥）、七尾百合子（伊藤美来）、箱崎星梨花（麻倉桃）、最上静香（田所梓） | 「Legend Girls!!」 | 遊戲《偶像大師 百萬人演唱會！》角色歌                  |
| 2014年   | | | |                                                        |
| 2月5日   | ウィッチ☆アクティビティ                                                                                    | KMM團 | 「ウィッチ☆アクティビティ」 「Saturday Night Witches」 | 電視動畫《魔女的使命》片尾曲                           |
| 4月9日   | SAKURA♪SONG ALBUM SAKURA*SAKU -桜*作-                                                                      | SAKURA*TRICK | 「桜Sweet Kiss」 | 電視動畫《櫻Trick》片尾曲                              |
| 6月4日   | U・N・M・E・I ライブ                                                                                       | 春日未来（山崎遙）、最上静香（田所梓）、箱崎星梨花（麻倉桃） | 「U・N・M・E・I ライブ」 「Thank You -MR remix-」 | 廣播《THE IDOLM@STER MillionRADIO》主題曲              |
| 7月23日  | 魔女的使命 角色歌專輯                                                                                      | KMM團 | 「KMM団団員番号のうた。 - Numbers」 「MimiLove-Maximum - 獣耳な魔女」 「Saturday Night Witches Pocket Cut Mix」 「KMM団団員番号のうた。リプライズ - KMM's Counter Attack」 | 電視動畫《魔女的使命》角色歌                           |
| 9月19日  | 超貢獻推進樂曲集                                                                                           | 貢獻Girls | 「」 | 遊戲《自由戰爭》相關歌曲                               |
| 9月19日  | 超貢獻推進樂曲集                                                                                           | 柯尼（麻倉桃） | 「」 | 遊戲《自由戰爭》相關歌曲                               |
| 9月24日  | THE IDOLM@STER LIVE THE@TER HARMONY 03                                                                     | Crescendo Blue | 「Shooting Stars」 「Welcome!!」 | 遊戲《偶像大師 百萬人演唱會！》相關歌曲                |
| 9月24日  | THE IDOLM@STER LIVE THE@TER HARMONY 03                                                                     | 箱崎星梨花（麻倉桃） | 「」 | 遊戲《偶像大師 百萬人演唱會！》相關歌曲                |
| 11月26日 | 我的話就不行嗎？〜「告白實行委員會」角色歌曲集〜                                                           | 瀬戶口雛（麻倉桃） | 「」 | 《告白實行委員會 ～戀愛系列～》相關歌曲                |
| 2015年   | | | |                                                        |
| 4月4日   | THE IDOLM@STER LIVE THE@TER SOLO COLLECTION Vol.01                                                         | 箱崎星梨花（麻倉桃） | 「Thank You -MR remix-」 | 遊戲《偶像大師 百萬人演唱會！》相關歌曲                |
| 7月18日  | THE IDOLM@STER LIVE THE@TER SOLO COLLECTION Vol.02                                                         | 箱崎星梨花（麻倉桃） | 「U・N・M・E・I 」 | 遊戲《偶像大師 百萬人演唱會！》相關歌曲                |
| 8月12日  | 偶像大師 百萬人演唱會！ 第2巻 特別版 原創CD                                                                | 望月杏奈（夏川椎菜）、箱崎星梨花（麻倉桃） | 「」 | 漫畫《偶像大師 百萬人演唱會！》相關歌曲                |
| 8月19日  | | 墨須 with M.O.N | 「」 | 電視動畫《魔物娘的同居日常》片尾曲                     |
| 8月19日  | 「」 | 墨須 with M.O.N | 電視動畫《魔物娘的同居日常》相關歌曲 |                                                        |
| 8月26日  | THE IDOLM@STER MILLION RADIO! DJCD Vol.01                                                                  | 春日未來（山崎遙）、最上靜香（田所梓）、箱崎星梨花（麻倉桃） | 「Welcome!! -MR remix-」 | 遊戲《偶像大師 百萬人演唱會！》相關歌曲                |
| 9月30日  | THE IDOLM@STER LIVE THE@TER DREAMERS 01 Dreaming!                                                          | MILLION ALLSTARS | 「Welcome!!」 | 遊戲《偶像大師 百萬人演唱會！》相關歌曲                |
| 11月27日 | 超貢獻推進樂曲集#2                                                                                         | 貢獻Girls | 「」 「」 | 遊戲《自由戰爭》相關歌曲                               |
| 12月2日  | THE IDOLM@STER LIVE THE@TER DREAMERS 03                                                                    | 如月千早（今井麻美）、周防桃子（渡部惠子）、德川茉莉（諏訪彩花）、二階堂千鶴（野村香菜子）、萩原雪步（淺倉杏美）、箱崎星梨花（麻倉桃）、馬場木實（高橋未奈美）、真壁瑞希（阿部里果）、宮尾美也（桐谷蝶蝶）、最上靜香（田所梓） | 「Dreaming!」 | 遊戲《偶像大師 百萬人演唱會！》相關歌曲                |
| 12月2日  | THE IDOLM@STER LIVE THE@TER DREAMERS 03                                                                    | 箱崎星梨花（麻倉桃）、宮尾美也（桐谷蝶蝶） | 「Smiling Crescent」 | 遊戲《偶像大師 百萬人演唱會！》相關歌曲                |
| 2016年   | | | |                                                        |
| 1月31日  | THE IDOLM@STER LIVE THE@TER SOLO COLLECTION Vol.03 Vocal Edition                                           | 箱崎星梨花（麻倉桃） | 「Legend Girls!!」 | 遊戲《偶像大師 百萬人演唱會！》相關歌曲                |
| 7月13日  | 偶像大師 百萬人演唱會！第4卷 特別版 原創CD                                                                 | 最上靜香（田所梓）、北上麗花（平山笑美）、北澤志保（雨宮天）、野野原茜（小笠原早紀）、箱崎星梨花（麻倉桃） | 「Flooding」 | 漫畫《偶像大師 百萬人演唱會！》相關歌曲                |
| 8月10日  | | 春日未來（山崎遙）、最上靜香（田所梓）、箱崎星梨花（麻倉桃） | 「」 「Dreaming! -MR remix-」 | 廣播《THE IDOLM@STER MillionRADIO》主題曲              |
| 8月12日  | Shining Ray                                                                                                | Flora Flore | 「Shining Ray」 | 遊戲《女友伴身邊（♪）》相關歌曲                        |
| 8月12日  | Shining Ray                                                                                                | 花房優輝（麻倉桃） | 「」 | 遊戲《女友伴身邊（♪）》相關歌曲                        |
| 8月17日  | 「魔物娘的同居日常」 EVERYDAY LIFE WITH MONSTER GIRLS BEST ALBUM                                           | 瑪娜可（麻倉桃） | 「」 | 電視動畫《魔物娘的同居日常》相關歌曲                   |
| 9月7日   | THE IDOLM@STER THE@TER ACTIVITIES 01                                                                       | 七尾百合子（伊藤美來）、天空橋朋花（小岩井小鳥）、箱崎星梨花（麻倉桃）、松田亞利沙（村川梨衣）、ROCO（中村溫姬） | 「」 「DIAMOND DAYS」 | 遊戲《偶像大師 百萬人演唱會！》相關歌曲                |
| 2017年   | | | |                                                        |
| 2月1日   | Witch Craft Works THE BEST ～日本語盤～                                                                    | KMM團 | 「KEMOMIMISM」 「〜[k]momimi NON STOP Ver.2.0HD〜」 | 電視動畫《魔女的使命》相關歌曲                         |
| 2月15日  | THE IDOLM@STER LIVE THE@TER FORWARD 03 Starlight Melody                                                    | Aries | 「Sweet Sweet Soul」 | 遊戲《偶像大師 百萬人演唱會！》相關歌曲                |
| 2月15日  | THE IDOLM@STER LIVE THE@TER FORWARD 03 Starlight Melody                                                    | Starlight Melody | 「Starry Melody」 | 遊戲《偶像大師 百萬人演唱會！》相關歌曲                |
| 3月10日  | THE IDOLM@STER LIVE THE@TER SOLO COLLECTION 04 Starlight Theater                                           | 箱崎星梨花（麻倉桃） | 「Smiling Crescent」 | 遊戲《偶像大師 百萬人演唱會！》相關歌曲                |
| 7月26日  | THE IDOLM@STER MILLION THE@TER GENERATION 01 Brand New Theater!                                            | 765 MILLION ALLSTARS | 「Brand New Theater!」 | 遊戲《偶像大師 百萬人演唱會！劇場時光》主題曲          |
| 7月26日  | THE IDOLM@STER MILLION THE@TER GENERATION 01 Brand New Theater!                                            | 765 MILLION ALLSTARS | 「Dreaming!」 | 遊戲《偶像大師 百萬人演唱會！劇場時光》相關歌曲        |
| 10月25日 | THE IDOLM@STER MILLION LIVE! M@STER SPARKLE 03                                                             | 箱崎星梨花（麻倉桃） | 「Come on a Tea Party!」 | 遊戲《偶像大師 百萬人演唱會！劇場時光》相關歌曲        |
| 12月18日 | 偶像大師 百萬人演唱會！Blooming Clover 第2卷限定版 原創CD                                                  | 箱崎星梨花（麻倉桃）、高坂海美（上田麗奈） | 「Do-Dai」 | 漫畫《偶像大師 百萬人演唱會！Blooming Clover》相關歌曲 |
| 12月18日 | 偶像大師 百萬人演唱會！Blooming Clover 第2卷限定版 原創CD                                                  | 箱崎星梨花（麻倉桃） | 「」 | 漫畫《偶像大師 百萬人演唱會！Blooming Clover》相關歌曲 |
| 12月27日 | THE IDOLM@STER MILLION THE@TER GENERATION 03                                                               | Angel Stars | 「Angelic Parade♪」 | 遊戲《偶像大師 百萬人演唱會！劇場時光》相關歌曲        |
| 12月27日 | THE IDOLM@STER MILLION THE@TER GENERATION 03                                                               | Angel Stars | 「Brand New Theater!」 | 遊戲《偶像大師 百萬人演唱會！劇場時光》相關歌曲        |
| 2018年   | | | |                                                        |
| 4月4日   | THE IDOLM@STER MILLION LIVE! M@STER SPARKLE 08                                                             | 765 MILLION ALLSTARS | 「Brand New Theater!」 | 遊戲《偶像大師 百萬人演唱會！劇場時光》相關歌曲        |
| 6月2日   | THE IDOLM@STER LIVE THE@TER SOLO COLLECTION 06                                                             | 箱崎星梨花（麻倉桃） | 「Sweet Sweet Soul」 | 遊戲《偶像大師 百萬人演唱會！》相關歌曲                |
| 8月29日  | THE IDOLM@STER MILLION THE@TER GENERATION 11 UNION!!                                                       | 765 MILLION ALLSTARS | 「UNION!!」 「Welcome!!」 | 遊戲《偶像大師 百萬人演唱會！劇場時光》相關歌曲        |
| 12月27日 | 偶像大師 百萬人演唱會！Blooming Clover 第4卷限定版特典CD                                                   | 矢吹可奈（木戶衣吹）、箱崎星梨花（麻倉桃）、高坂海美（上田麗奈） | 「Dreaming!」 | 漫畫《偶像大師 百萬人演唱會！Blooming Clover》相關歌曲 |
| 12月27日 | 偶像大師 百萬人演唱會！Blooming Clover 第4卷限定版特典CD                                                   | 箱崎星梨花（麻倉桃）、松田亞利沙（村川梨衣） | 「i」 | 漫畫《偶像大師 百萬人演唱會！Blooming Clover》相關歌曲 |
| 2019年   | | | |                                                        |
| 3月13日  | Starry Melody（Brand New Ver.）                                                                            | Starlight Melody | 「Starry Melody（Brand New Ver.）」 | 遊戲《偶像大師 百萬人演唱會！劇場時光》相關歌曲        |
| 4月24日  | THE IDOLM@STER MILLION THE@TER GENERATION 16                                                               | Pikopiko Planets | 「」 「Get lol! Get lol! SONG」 | 遊戲《偶像大師 百萬人演唱會！劇場時光》相關歌曲        |
| 4月26日  | THE IDOLM@STER THE@TER SOLO COLLECTION 07 ANGEL STARS                                                      | 箱崎星梨花（麻倉桃） | 「」 | 遊戲《偶像大師 百萬人演唱會！》相關歌曲                |
| 6月27日  | 偶像大師 百萬人演唱會！Blooming Clover 第5卷限定版 原創CD                                                  | 矢吹可奈（木戶衣吹）、北澤志保（雨宮天）、箱崎星梨花（麻倉桃）、高坂海美（上田麗奈） | 「Clover Days」 | 漫画《偶像大師 百萬人演唱會！Blooming Clover》相關歌曲 |
| 7月24日  | THE IDOLM@STER MILLION THE@TER WAVE 01 Flyers!!!                                                           | 765 MILLION ALLSTARS | 「Flyers!!!」 | 遊戲《偶像大師 百萬人演唱會！劇場時光》相關歌曲        |
| 10月23日 | | 環彩羽（麻倉桃） | 「」 | 遊戲《魔法紀錄 魔法少女小圓外傳》片尾曲                |
| 10月23日 | 環彩羽（麻倉桃）、七海八千代（雨宮天）、由比鶴乃（夏川椎菜）、深月菲莉西亞（佐倉綾音）、二葉紗奈（小倉唯） | 「」 | 遊戲《魔法紀錄 魔法少女小圓外傳》相關歌曲 |                                                        |
| 10月30日 | THE IDOLM@STER THE@TER CH@LLENGE 01                                                                        | 箱崎星梨花（麻倉桃）、周防桃子（渡部惠子）、德川茉莉（諏訪彩花）、我那霸響（沼倉愛美）、永吉昴（齊藤佑圭） | 「Girl meets Wonder」 「DIAMOND DAYS」 | 遊戲《偶像大師 百萬人演唱會！劇場時光》相關歌曲        |
| 2020年   | | | |                                                        |
| 1月15日  | 〜告白實行委員會角色歌集〜                                                                                 | 榎本虎太朗（花江夏樹）、瀨戶口雛（麻倉桃） | 「」 「」 | 《告白實行委員會～戀愛系列～》相關歌曲                 |
| 2月8日   | 劇場版 高校艦隊 第二週來場者特典 角色歌下載序號                                                            | 伊良子美甘（麻倉桃） | 「未完 みかん's Happy Recipe」 | 劇場版動畫《高校艦隊》相關歌曲                         |
| 4月2日   | [ 注 1 ]                                                                                                   | | 「」 | 遊戲《魔法紀錄 魔法少女小圓外傳》相關歌曲              |
| 4月29日  | THE IDOLM@STER MILLION RADIO! ENDLESS TOUR                                                                 | 春日未來（山崎遙）、最上靜香（田所梓）、箱崎星梨花（麻倉桃） | 「ENDLESS TOUR」 「Flyers!!! -MR remix-」 | 廣播《THE IDOLM@STER MillionRADIO》主題曲              |
| 5月10日  | TRINITYAiLE「Aile to Yell」特別版CD                                                                        | TRINITYAiLE | 「Aile to Yell」 | 《IDOLY PRIDE》相關歌曲                                |
| 8月26日  | THE IDOLM@STER MILLION THE@TER WAVE 10 Glow Map                                                            | 765 MILLION ALLSTARS | 「Glow Map」 | 遊戲《偶像大師 百萬人演唱會！劇場時光》相關歌曲        |
| 12月23日 | THE IDOLM@STER MILLION THE@TER WAVE 09 Fleuranges                                                          | Fleuranges | 「Special Wonderful Smile」 「」 | 遊戲《偶像大師 百萬人演唱會！劇場時光》相關歌曲        |
| 2021年   | | | |                                                        |
| 1月27日  | 偶像大師百萬人演唱會 Blooming Clover 第8巻限定版 CD                                                        | 茱莉亞（愛美）、二階堂千鶴（野村香菜子）、箱崎星梨花（麻倉桃） | 「」 | 漫畫《偶像大師百萬人演唱會 Blooming Clover》相關歌曲   |
| 2月24日  | réaliser                                                                                                   | TRINITYAiLE | 「réaliser」 | 《IDOLY PRIDE》相關歌曲                                |
| 7月28日  | THE IDOLM@STER MILLION THE@TER SEASON Harmony 4 You                                                        | 箱崎星梨花（麻倉桃） | 「Girl meets Wonder」 | 遊戲《偶像大師 百萬人演唱會！劇場時光》相關歌曲        |
| 5月22日  | THE IDOLM@STER LIVE THE@TER SOLO COLLECTION 08 Angel Stars                                                 | 765 MILLION ALLSTARS | 「Harmony 4 You」 | 遊戲《偶像大師 百萬人演唱會！劇場時光》相關歌曲        |
| 5月22日  | THE IDOLM@STER LIVE THE@TER SOLO COLLECTION 08 Angel Stars                                                 | 765 MILLION ALLSTARS | 「EVERYDAY STARS!!」 | 遊戲《偶像大師 百萬人演唱會！劇場時光》相關歌曲        |
| 8月25日  | 魔法紀錄 魔法少女小圓外傳 Music Collection 2                                                               | [ 成員 1 ] | 「」 | 遊戲《魔法紀錄 魔法少女小圓外傳》相關歌曲              |
| 12月22日 | IDOLY PRIDE Collection Album [約束]                                                                        | TRINITYAiLE | 「les plumes」 「lumière」 | 《IDOLY PRIDE》相關歌曲                                |
| 2022年   | | | |                                                        |
| 2月12日  | THE IDOLM@STER LIVE THE@TER SOLO COLLECTION 09 Angel Stars                                                 | 箱崎星梨花（麻倉桃） | 「」 | 遊戲《偶像大師 百萬人演唱會！劇場時光》相關歌曲        |
| 2月23日  | | [ 成員 2 ] | 「」 | 電視動畫《明日同學的水手服》片頭曲                     |

## 書籍
| 發售日         | 標題 | 國際書碼           |
| -------------- | ---- | ------------------ |
| 2017年6月27日  |      | ISBN 9784054065581 |
| 2018年10月24日 |      | ISBN 9784054066793 |
| 2019年8月30日  |      | ISBN 9784074367436 |

### 组合成员
1. 1 2  天海春香（中村繪里子）、春日未來（山崎遙）、如月千早（今井麻美）、木下日向（田村奈央）、四條貴音（原由實）、茱莉亞（愛美）、高山紗代子（駒形友梨）、田中琴葉（種田梨沙）、天空橋朋花（小岩井小鳥）、箱崎星梨花（麻倉桃）、松田亞利沙（村川梨衣）、三浦梓（高橋智秋）、水瀨伊織（釘宮理惠）、最上靜香（田所梓）、望月杏奈（夏川椎菜）、矢吹可奈（木戶衣吹）、艾蜜莉·司徒亞特（郁原由宇）、大神環（稻川英里）、我那霸響（沼倉愛美）、菊地真（平田宏美）、北上麗花（平山笑美）、高坂海美（上田麗奈）、佐竹美奈子（大關英里）、島原艾琳娜（角元明日香）、高槻彌生（仁後真耶子）、永吉昴（齊藤佑圭）、野野原茜（小笠原早紀）、馬場木實（高橋未奈美）、福田法子（濱崎奈奈）、舞濱步（戶田惠）、真壁瑞希（阿部里果）、百瀨莉緒（山口立花子）、橫山奈緒（渡部優衣）、秋月律子（若林直美）、伊吹翼（Machico）、北澤志保（雨宫天）、篠宮可憐（近藤唯）、周防桃子（渡部惠子）、德川茉莉（諏訪彩花）、所惠美（藤井幸代）、豐川風花（末柄里惠）、中谷育（原嶋燈）、七尾百合子（伊藤美來）、二階堂千鶴（野村香菜子）、萩原雪步（淺倉杏美）、ROCO（中村溫姬）、雙海亞美／真美（下田麻美）、星井美希（長谷川明子）、宮尾美也（桐谷蝶蝶）
2. ↑  春日未來（山崎遙）、木下日向（田村奈央）、茱莉亞（愛美）、高山紗代子（駒形友梨）、田中琴葉（種田梨沙）、天空橋朋花（小岩井小鳥）、箱崎星梨花（麻倉桃）、松田亞利沙（村川梨衣）、最上靜香（田所梓）、望月杏奈（夏川椎菜）、矢吹可奈（木戶衣吹）、艾蜜莉·司徒亞特（郁原由宇）、大神環（稻川英里）、北上麗花（平山笑美）、高坂海美（上田麗奈）、佐竹美奈子（大關英里）、島原艾琳娜（角元明日香）、永吉昴（齊藤佑圭）、野野原茜（小笠原早紀）、馬場木實（高橋未奈美）、福田法子（濱崎奈奈）、舞濱步（戶田惠）、真壁瑞希（阿部里果）、百瀨莉緒（山口立花子）、橫山奈緒（渡部優衣）、伊吹翼（Machico）、北澤志保（雨宫天）、篠宮可憐（近藤唯）、周防桃子（渡部惠子）、德川茉莉（諏訪彩花）、所惠美（藤井幸代）、豐川風花（末柄里惠）、中谷育（原嶋燈）、七尾百合子（伊藤美來）、二階堂千鶴（野村香菜子）、ROCO（中村溫姬）、宮尾美也（桐谷蝶蝶）
3. 1 2 3  倉石蒲公英（井澤詩織）、飾鈴（麻倉桃）、宇津木環那（夏川椎菜）、目野輪冥（飯田友子）、桂虎徹（日岡夏美）
4. ↑  美月（藤田咲）、澄（麻倉桃）、理奈（遠藤祐里香）
5. 1 2  柯尼（麻倉桃）、歐普提（雨宮天）、潘娜（夏川椎菜）
6. ↑  最上靜香（田所梓）、北上麗花（平山笑美）、北澤志保（雨宫天）、野野原茜（小笠原早紀）、箱崎星梨花（麻倉桃）
7. ↑  墨須（小林優）、瑪娜可（麻倉桃）、緹奧尼西亞（久保百合花）、奏比娜（持月玲依）、多佩爾（大西沙織）
8. ↑  小泉由佳（豐田萌繪）、遠山未涼（前田玲奈）、花房優輝（麻倉桃）
9. ↑  大神環（稻川英里）、野野原茜（小笠原早紀）、箱崎星梨花（麻倉桃）
10. ↑  大神環（稻川英里）、春日未來（山崎遙）、北澤志保（雨宫天）、高坂海美（上田麗奈）、周防桃子（渡部惠子）、德川茉莉（諏訪彩花）、豐川風花（末柄里惠）、野野原茜（小笠原早紀）、箱崎星梨花（麻倉桃）、馬場木實（高橋未奈美）、松田亞利沙（村川梨衣）、宮尾美也（桐谷蝶蝶）
11. ↑  天海春香（中村繪里子）、如月千早（今井麻美）、星井美希（長谷川明子）、萩原雪步（淺倉杏美）、高槻彌生（仁後真耶子）、菊地真（平田宏美）、水瀨伊織（釘宮理惠）、四條貴音（原由實）、秋月律子（若林直美）、三浦梓（高橋智秋）、雙海亞美／真美（下田麻美）、我那霸響（沼倉愛美）、春日未來（山崎遙）、最上靜香（田所梓）、伊吹翼（Machico）、島原艾琳娜（角元明日香）、佐竹美奈子（大關英里）、所惠美（藤井幸代）、德川茉莉（諏訪彩花）、箱崎星梨花（麻倉桃）、野野原茜（小笠原早紀）、望月杏奈（夏川椎菜）、ROCO（中村溫姬）、七尾百合子（伊藤美來）、高山紗代子（駒形友梨）、松田亞利沙（村川梨衣）、高坂海美（上田麗奈）、中谷育（原嶋燈）、天空橋朋花（小岩井小鳥）、艾蜜莉·司徒亞特（郁原由宇）、北澤志保（雨宫天）、舞濱步（戶田惠）、木下日向（田村奈央）、矢吹可奈（木戶衣吹）、橫山奈緒（渡部優衣）、二階堂千鶴（野村香菜子）、馬場木實（高橋未奈美）、大神環（稻川英里）、豐川風花（末柄里惠）、宮尾美也（桐谷蝶蝶）、福田法子（濱崎奈奈）、真壁瑞希（阿部里果）、篠宮可憐（近藤唯）、百瀨莉緒（山口立花子）、永吉昴（齊藤佑圭）、北上麗花（平山笑美）、周防桃子（渡部惠子）、茱莉亞（愛美）、白石紬（南早紀）、櫻守歌織（香里有佐）
12. 1 2 3 4 5 6  天海春香（中村繪里子）、如月千早（今井麻美）、星井美希（長谷川明子）、萩原雪步（淺倉杏美）、高槻彌生（仁後真耶子）、菊地真（平田宏美）、水瀨伊織（釘宮理惠）、四條貴音（原由實）、秋月律子（若林直美）、三浦梓（高橋智秋）、雙海亞美／真美（下田麻美）、我那霸響（沼倉愛美）、春日未來（山崎遙）、最上靜香（田所梓）、伊吹翼（Machico）、田中琴葉（種田梨沙）、島原艾琳娜（角元明日香）、佐竹美奈子（大關英里）、所惠美（藤井幸代）、德川茉莉（諏訪彩花）、箱崎星梨花（麻倉桃）、野野原茜（小笠原早紀）、望月杏奈（夏川椎菜）、ROCO（中村溫姬）、七尾百合子（伊藤美來）、高山紗代子（駒形友梨）、松田亞利沙（村川梨衣）、高坂海美（上田麗奈）、中谷育（原嶋燈）、天空橋朋花（小岩井小鳥）、艾蜜莉·司徒亞特（郁原由宇）、北澤志保（雨宫天）、舞濱步（戶田惠）、木下日向（田村奈央）、矢吹可奈（木戶衣吹）、橫山奈緒（渡部優衣）、二階堂千鶴（野村香菜子）、馬場木實（高橋未奈美）、大神環（稻川英里）、豐川風花（末柄里惠）、宮尾美也（桐谷蝶蝶）、福田法子（濱崎奈奈）、真壁瑞希（阿部里果）、篠宮可憐（近藤唯）、百瀨莉緒（山口立花子）、永吉昴（齊藤佑圭）、北上麗花（平山笑美）、周防桃子（渡部惠子）、茱莉亞（愛美）、白石紬（南早紀）、櫻守歌織（香里有佐）
13. ↑  伊吹翼（Machico）、箱崎星梨花（麻倉桃）、櫻守歌織（香里有佐）、北上麗花（平山笑美）、望月杏奈（夏川椎菜）
14. ↑  星井美希（長谷川明子）、高槻彌生（仁後真耶子）、雙海亞美／真美（下田麻美）、三浦梓（高橋智秋）、伊吹翼（Machico）、大神環（稻川英里）、北上麗花（平山笑美）、木下日向（田村奈央）、櫻守歌織（香里有佐）、篠宮可憐（近藤唯）、島原艾琳娜（角元明日香）、豐川風花（末柄里惠）、野野原茜（小笠原早紀）、箱崎星梨花（麻倉桃）、馬場木實（高橋未奈美）、宮尾美也（桐谷蝶蝶）、望月杏奈（夏川椎菜）
15. ↑  大神環（稻川英里）、春日未來（山崎遙）、北澤志保（雨宫天）、高坂海美（上田麗奈）、周防桃子（渡部惠子）、德川茉莉（諏訪彩花）、豐川風花（末柄里惠）、野野原茜（小笠原早紀）、箱崎星梨花（麻倉桃）、馬場木實（高橋未奈美）、松田亞利沙（村川梨衣）、宮尾美也（桐谷蝶蝶）、田中琴葉（種田梨沙）
16. ↑  木下日向（田村奈央）、箱崎星梨花（麻倉桃）、大神環（稻川英里）、望月杏奈（夏川椎菜）
17. 1 2 3  天動瑠依（雨宮天）、鈴村優（麻倉桃）、奥山すみれ（夏川椎菜）
18. ↑  篠宮可憐（近藤唯）、箱崎星梨花（麻倉桃）、木下日向（田村奈央）、宮尾美也（桐谷蝶蝶）

1. ↑  環いろは（麻倉もも）、水波レナ（石原夏織）、綾野梨花（伊藤かな恵）、夏目かこ（鈴木絵理）、巴マミ（水橋かおり）
2. ↑  明日小路（村上まなつ）、木崎江利花（雨宮天）、兎原透子（鬼頭明里）、古城智乃（若山詩音）、谷川景（関根明良）、鷲尾瞳（石上静香）、水上りり（石川由依）、平岩蛍（麻倉もも）、四条璃生奈（田所あずさ）、神黙根子（伊藤美来）、龍守逢（伊瀬茉莉也）、峠口鮎美（三上枝織）、蛇森生静（神戸光歩）、苗代靖子（本渡楓）、戸鹿野舞衣（白石晴香）、大熊実（小原好美）

## 外部連結
- 所属事務所個人資料 （页面存档备份，存于）（日語）
- 麻倉もも | SonyMusic （页面存档备份，存于）（日語）
- 麻倉ももオフィシャルブログ「もちょっとおしゃべり」（页面存档备份，存于）（日語）
- 麻倉もも官方YouTube （页面存档备份，存于）（日語）
- 麻倉桃的X（前Twitter） （日語）